# ديف تشيذام
ديف تشيذام (بالإنجليزية: Dave Cheatham)‏ هو سياسي أمريكي، ولد في 16 يناير 1951 في ماديسون في الولايات المتحدة. حزبياً، نشط في الحزب الديمقراطي. وقد انتخب عضو مجلس نواب إنديانا.